# Achim Vogt
Achim Vogt (Coira, 7 dicembre 1970) è un ex sciatore alpino e sciatore freestyle liechtensteinese.

## Biografia

### Stagioni 1987-1994
Attivo principalmente nello sci alpino, Vogt, originario di Balzers era uno sciatore polivalente, ma ottenne i migliori risultati in carriera nello slalom gigante. Debuttò in campo internazionale ai Mondiali juniores di Sälen 1987. Cinque anni dopo esordì ai Giochi olimpici invernali: ad Albertville 1992 si classificò 26º nello slalom gigante, 30º nella combinata e non terminò il supergigante.
In Coppa del Mondo ottenne il primo piazzamento il 5 dicembre 1992 nello slalom gigante di Val-d'Isère (51º) e nella stessa stagione partecipò ai Mondiali di Morioka 1993 (39º nella discesa libera); l'anno dopo, ai XVII Giochi olimpici invernali di Lillehammer 1994, fu 33º nella discesa libera, 21º nello slalom gigante (miglior piazzamento olimpico di Vogt in carriera), 24º nella combinata e non terminò il supergigante.

### Stagioni 1995-2005
Nella stagione 1994-1995 in Coppa del Mondo colse i primi piazzamenti tra i primi dieci e, il 3 dicembre 1994, conquistò la sua unica vittoria (nonché unico podio) nel circuito, nello slalom gigante di Tignes. Nelle stagioni seguenti non riuscì a ripetersi e come migliori risultati ottenne alcuni piazzamenti tra i primi quindici. Ai Mondiali della Sierra Nevada del 1996 fu 41º nella discesa libera e 25º nel supergigante, mentre non completò slalom gigante e slalom speciale; l'anno dopo, nella rassegna iridata di Sestriere, si classificò 23º nel supergigante e 11º nello slalom gigante (suo miglior risultato iridato in carriera).
Non concluse la prova di slalom gigante né ai XVIII Giochi olimpici invernali di Nagano 1998, né ai Mondiali di Sankt Anton am Arlberg 2001, mentre nella medesima specialità ai XIX Giochi olimpici invernali di Salt Lake City 2002, sua ultima presenza olimpica, fu 23º. Partecipò ancora ai Mondiali di Sankt Moritz 2003 (32º nello slalom gigante) e si ritirò alla fine della stagione 2003-2004; la sua ultima gara di Coppa del Mondo fu lo slalom gigante di Sölden del 26 dicembre 2003 e l'ultima gara in carriera fu uno slalom gigante FIS disputato il 15 marzo a Bischofswiese, non completato da Vogt. Nella successiva stagione 2004-2005 gareggiò anche nel freestyle, specialità ski cross, disputando la gara di Coppa del Mondo di Saas-Fee del 25 ottobre e classificandosi al 32º posto.

## Palmarès

### Sci alpino

#### Coppa del Mondo
- Miglior piazzamento in classifica generale: 33º nel 1995
- 1 podio:
  - 1 vittoria

##### Coppa del Mondo - vittorie
| Data            | Località | Paese   | Specialità |
| --------------- | -------- | ------- | ---------- |
| 3 dicembre 1994 | Tignes   | Francia | GS         |

Legenda:

GS = slalom gigante

#### Far East Cup
- 3 podi (dati dalla stagione 1994-1995):
  - 2 vittorie
  - 1 secondo posto

##### Far East Cup - vittorie
| Data             | Località  | Paese         | Specialità |
| ---------------- | --------- | ------------- | ---------- |
| 28 febbraio 1996 | Yongpyong | Corea del Sud | GS         |
| 29 febbraio 1996 | Yongpyong | Corea del Sud | GS         |

Legenda:

GS = slalom gigante

#### Campionati liechtensteinesi
- 3 medaglie (dati dalla stagione 1994-1995)[1]:
  - 1 oro (slalom gigante nel 1995)
  - 1 argento (slalom gigante nel 1998)
  - 1 bronzo (slalom speciale nel 2002)

#### Campionati svizzeri
- 2 medaglie[1][2]:
  - 1 argento (supergigante nel 1995)
  - 1 bronzo (slalom gigante nel 2003)